# Edelmiro Julián Farrell
Edelmiro Julián Farrell (Villa de los Industriales, 12 de febrero de 1887-Buenos Aires, 31 de octubre de 1980) fue un militar y dictador argentino que ejerció como presidente de la Nación Argentina. Fue el tercero de los llamados «presidentes de facto», gobernando desde 1944 a 1946 durante la llamada Revolución del 43.
Se graduó de oficial del Ejército Argentino en el Colegio Militar de la Nación en 1905 y alcanzó el rango de general de división en 1946, con 40 años de servicio. Participó del golpe de Estado del 4 de junio de 1943 que dio inicio a la dictadura del general de división Pedro Pablo Ramírez. Ejerció como ministro de Guerra entre 1943 y 1944 y vicepresidente de la Nación (de facto) en el mismo período.
Asumió como presidente en marzo de 1944, en los últimos años de la Segunda Guerra Mundial, y fue su gobierno quien decidió la declaración de guerra a Alemania y al Imperio del Japón (en 1945). Después de la movilización obrera del 17 de octubre de 1945, ordenó la celebración de elecciones en 1946 y entregó el poder al general de brigada Juan Domingo Perón, quien había sido su vicepresidente, ministro de Guerra y secretario de Trabajo y Previsión.
Fue presidente hasta el 4 de junio de 1946.

## Biografía
Nació el 12 de febrero de 1887 en el, por entonces, Partido de Barracas al Sur, en el conurbano sur de Buenos Aires, hoy en día su lugar de nacimiento pertenece al partido de Lanús. Fue el decimoprimer hijo de Juan Celedonio del Corazón de Jesús Farrell (1846-1887) y de Catalina Plaul (1851-1917). Su familia paterna descendía del condado de Longford en Irlanda, de donde emigró a la Argentina en 1830 su abuelo Matthew Farrell (1803-1860). Su abuela paterna, Mónica Ibáñez (1819-1867), era porteña. Sus abuelos maternos, Santiago Plaul y Mariana Petry, eran alemanes.
Farrell se casó en Zárate, provincia de Buenos Aires, el 10 de julio de 1919 con la maestra rosarina Conrada Victoria Torni (1893-1977), hija de Atilio Torni, italiano, y de Magdalena Carpani, francesa, y con quien tuvo tres hijos: Nelly Victoria (1923-2023), Jorge Edelmiro (1925-1950, fallecido en un accidente de carretera) y Susana Mabel (1929-2020).

## Carrera militar

### Formación y primeros destinos
Edelmiro Julián Farrell ingresó al Colegio Militar de la Nación en el año 1905. Tres años después se graduó como subteniente del arma de infantería. Al año siguiente cursó en la Escuela de Tiro.
Su primer destino militar fue en el Regimiento 8 de Infantería en el cual estuvo destinado entre 1908 y 1915. En 1916 se lo trasladó al Regimiento 20 de Infantería y al año siguiente prestó servicios en el Regimiento 3 de Infantería durante un año.
Habiendo ascendido a capitán, Edelmiro Julián Farrell se alistó en la Escuela Superior de Guerra en 1918 para obtener su diplomatura como oficial de Estado Mayor —la cual consiguió en 1920—. Al siguiente año revistó en el Regimiento 10 de Infantería con asiento en Cura Malal por aquel entonces. Sin embargo, ese mismo año fue enviado al Batallón de Arsenales 601 donde cumplió funciones hasta 1922. En 1924 sirvió en el Estado Mayor General del Ejército.

### Diplomación y destinos en el extranjero
Entre los años 1924 y 1926 estuvo incorporado a los Regimientos Alpinos 4.º y 7.º del Ejército de Italia. Regresó a su país en 1926 y volvió a revistar en el Estado Mayor hasta que en 1927 fue designado como jefe del Regimiento 16 de Infantería de Montaña «Cazadores de los Andes», destino en el cual el teniente coronel Farrell permaneció hasta 1931. Entre los años 1932 y 1933 volvió a revistar en el Estado Mayor General del Ejército.
A finales de 1933 Edelmiro Farrell fue promovido a coronel y nombrado, al año siguiente, comandante del Destacamento de Montaña «Cuyo», sucediendo al por entonces coronel Basilio Pertiné en el cargo. Permaneció hasta 1937 en ese destino. En 1938 es nombrado inspector de Tropas de Montaña. Entre los años 1939 y 1941 Edelmiro Julián Farrell ejerció como director del Centro de Instrucción de Montaña e Inspector de Tropas de Montaña.

### Acceso al generalato y últimos destinos
Ascendió a la jerarquía de general de brigada en 1941 y fue nombrado comandante de la 6.ª División de Ejército hasta 1942. Entre 1942 y 1943 fue nuevamente inspector de Tropas de Montaña. También en 1943 tuvo un nuevo destino militar al ser nombrado al frente del Comando de la 1.ª División de Ejército siendo este su último su destino netamente militar.
Luego de sus funciones políticas ejercidas entre 1943 y 1946, el biografiado ascendió a general de división en 1946 y pasó a retiro efectivo en el año siguiente.

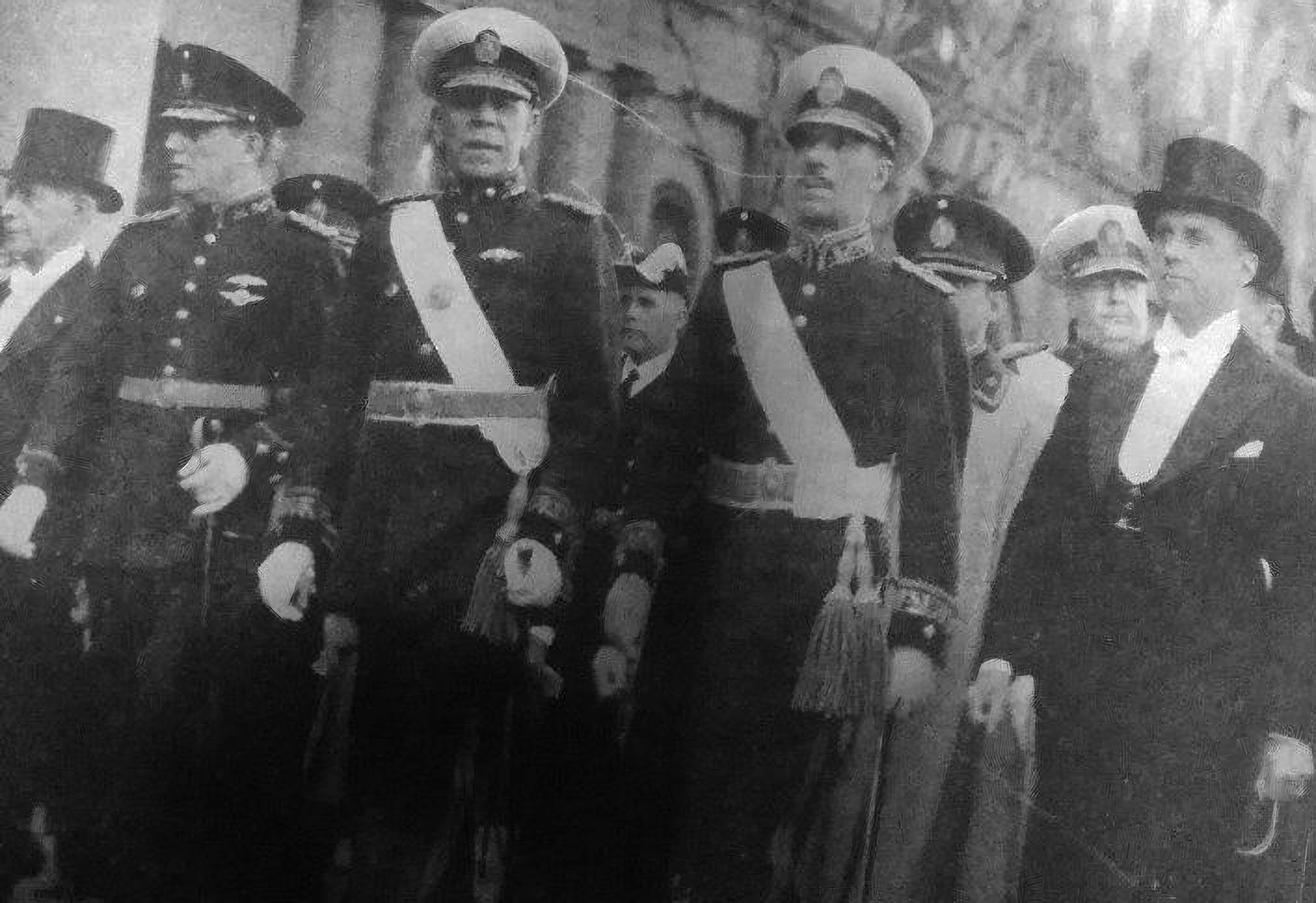
De izquierda a derecha: Juan Domingo Perón, el presidente Edelmiro Farrell y el general Orlando Lorenzo Peluffo.

## Participación en el golpe de Estado de 1943
En 1943 participó, junto al coronel Juan Domingo Perón, en el golpe de Estado llamado «Revolución del 43», desempeñando los cargos de ministro de Guerra y vicepresidente de la Nación durante la dictadura del general de división Pedro Pablo Ramírez hasta que este fue removido, fecha en que asumió por delegación (de facto) del cargo como presidente de la Nación.

### Presidente de facto
Ejerció el cargo de forma interina desde el 25 de febrero de 1944 y, definitivamente, por renuncia de Ramírez, desde el 9 de marzo de ese año.

## Presidencia (1944-1946)

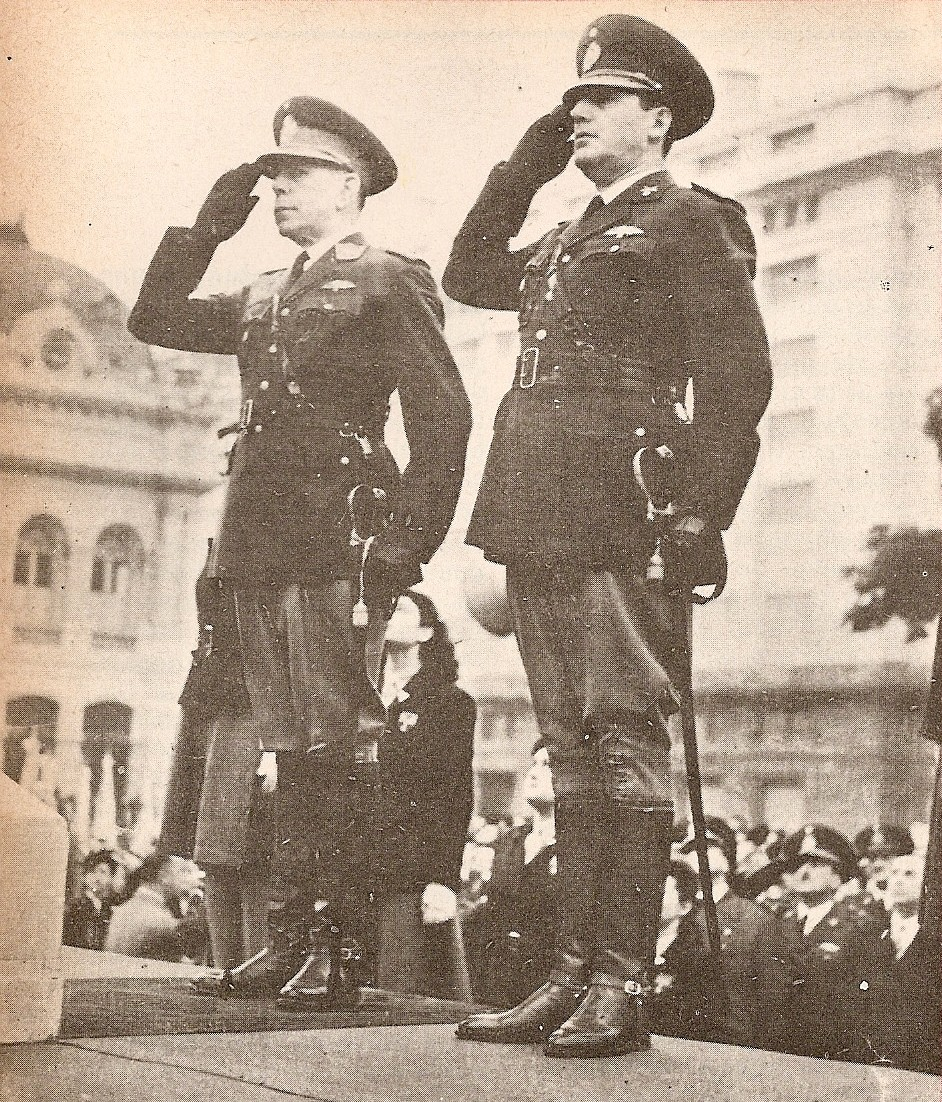
Farrell y Perón, dos figuras de la Revolución del 43, en un acto en la Plaza de Mayo, Buenos Aires (1945).

### Política de obra pública
El 1.º de julio de 1944, creó el Consejo de Reconstrucción de San Juan con el fin de conducir la reconstrucción de esta provincia que había quedado devastada por el terremoto sucedido el 15 de enero (decreto n.º 17 432). También (el 11 de diciembre) se creó la Administración Nacional del Agua, dependiente del Ministerio de Obras Públicas.
A fines de 1945 inició la obra de construcción del Aeropuerto Nacional Ezeiza (en la localidad homónima de la provincia de Buenos Aires), la cual finalizaría en 1949.

### Política energética
El 28 de julio de 1944 el Poder Ejecutivo creó la Secretaría de Industria y Comercio de la Nación. Posteriormente, por decreto n.º 22 389 del 20 de septiembre de 1945, dio una nueva estructura a la Dirección Nacional de la Energía, la cual pasó a estar conformada por la Dirección General de Yacimientos Petrolíferos Fiscales; y por otras cuatro direcciones generales que se crearon: Gas del Estado (gas natural), Centrales Eléctricas del Estado (energía hidráulica y térmica), Combustibles Vegetales y Derivados (biocombustible) y Combustibles Sólidos Minerales (combustible fósil).

### Política de trabajo
El 8 de octubre de 1944 se dictó el Estatuto del Peón Rural (decreto-ley n.º 28 160/44), impulsado por el secretario de Trabajo y Previsión, coronel Juan D. Perón.
El 20 de diciembre de 1945, por instancia del secretario Perón, Farrell instaló el sueldo anual complementario, por decreto-ley n.º 33 302.

### Política de salud
En el orden de la salud, el 23 de mayo de 1946 creó la Secretaría de Salud Pública, sobre la base de la Dirección Nacional de Salud Pública y Asistencia Social creada en 1943 (decreto n.º 14 807). la regulación de la prostitución estableciendo medidas de profilaxis.obligatorios en casas o locales donde se ejerciera la prostitución.

### Política de defensa
Bajo su mandato se creó la Gobernación Militar de Comodoro Rivadavia.
Además, entre otras medidas de corte militar, el 18 de marzo de 1944 el Poder Ejecutivo creó el Consejo Nacional de Racionamiento, constituido a partir del Consejo de Racionamiento de la Dirección General de Material del Ejército.

### Política aeronáutica

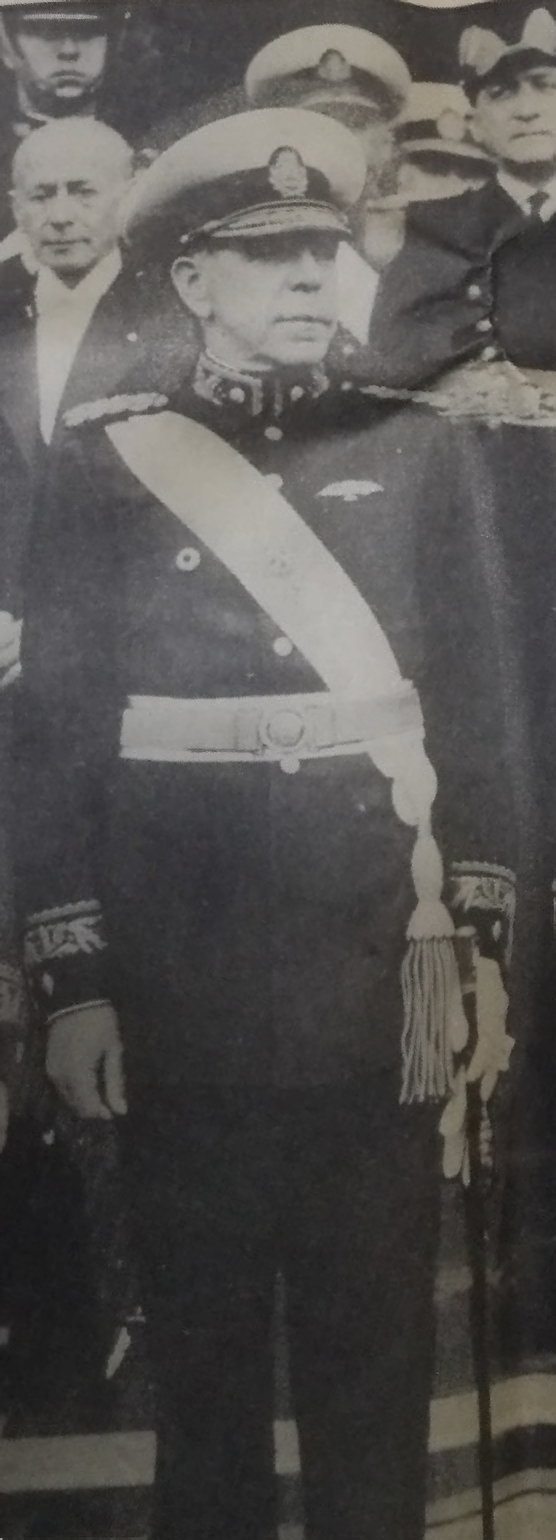
Edelmiro Farrell con los atributos presidenciales.

En febrero de 1944 se creó el Comando en Jefe de Aeronáutica; y en octubre el Ministerio de Guerra dictó la Ley Orgánica de Aeronáutica (decreto-ley n.º 20 376/44 del 26 de octubre de 1944). El 4 de enero de 1945 el Poder Ejecutivo creó la Secretaría de Aeronáutica (decreto n.º 288/45), creando la Fuerza Aérea como rama independiente. El 5 de mayo del mismo año, por petición de las Fuerzas Armadas, se creó el Servicio Meteorológico Nacional (decreto n.º 10 131).

### Llamamiento a elecciones
El 30 de mayo de 1945 el Poder Ejecutivo aprobó el Estatuto Orgánico de los Partidos Políticos, con el objetivo de restaurar la democracia (decreto n.º 11 976/45). En julio, Farrell anunció la celebración de elecciones.
Partidario del profesionalismo en las Fuerzas Armadas promovió el incremento del presupuesto de defensa para adquirir equipos y mejorar las instalaciones del Ejército y la Marina, llevó adelante la reorganización de la estructura de las fuerzas armadas. Pidió presidente restringiera el envío de militares en caso de intervención federal a las provincias y prohibió a los militares intervenir en política. Durante su ministerio el gobierno encaró una modernización de armamento y una fuerte política industrialista respondiendo a la preocupación de los militares por librarse de la dependencia de otros países en aprovisionamientos militares
El 4 de enero de 1945 ppresidente Edelmiro Julián Farrel en acuerdo general de ministros crea la dirección de Aeronáutica, su fin era reunir bajo la dirección y administración única del gobierno toda la actividad aérea de la nación, hasta ese entonces dispersa en varias dependencias. Se genera la Fuerza Aérea Argentina (FAA) como fuerza armada independiente del Ejército.

## Argentina declara la Guerra a las Potencias del Eje
En materia de política exterior, su gobierno atravesó los últimos años de la Segunda Guerra Mundial. La neutralidad argentina era materia de debate a nivel regional, durante su gobierno Argentina rompió relaciones diplomáticas con el Reich Alemán y Japón en enero de 1944, tras un debate interno que concluyó con la publicación del decreto n.º 6945/45 del 27 de marzo de 1945, declarando el estado de guerra con Imperio del Japón y con la Alemania.

A fin de identificar la política de la Nación con la común de las demás repúblicas americanas y solidarizarse con ellas ante amenazas o actos de agresión de cualquier país a un Estado americano, declárase el estado de guerra entre la República Argentina por una parte y el Imperio del Japón por la otra.
Decreto n.º 6945/45, Artículo 2.º

Declárase igualmente el estado de guerra entre la República Argentina y Alemania, atento al carácter de esta última de aliado del Japón.
Decreto n.º 6945/45, Artículo 3.º

Además, el gobierno firmó el Acta de Chapultepec. poniendo fin al cerco diplomático que había sido impuesto a la Argentina por presión de los Estados Unidos desde 1939. La firma del Acta de Chapultepec, despejó la vía diplomática para que la Argentina fuese invitada a la Conferencia de San Francisco, iniciada el 26 de abril de 1945, como uno de los países fundadores de la Organización de las Naciones Unidas, a pesar de las resistencias de Iósif Stalin en la Conferencia de Yalta. La diplomacia soviética consideraba como un país poco confiable a la Argentina por lo que exigió, a cambio de la invitación al Gobierno argentino a la Conferencia, que se incluyera a las Repúblicas Soviéticas de Bielorrusia y Ucrania como países fundadores de la ONU. De esta manera, a su vez, la URSS amplió los votos del futuro Bloque oriental. 
El presidente Edelmiro Julián Farrell anunció la declaración de la guerra a la Alemania y al Japón, mediante un mensaje dirigido a la Nación, mientras el decreto n.º 6945/45 tenía ciertas particularidades: mencionaba en su artículo 2.º: «Declárase el estado de guerra entre la República Argentina y el Imperio del Japón por la otra», y  en el artículo 3.º se le declaraba la guerra a Alemania por carácter transitivo: «Declárase igualmente el estado de guerra entre la República Argentina y Alemania, atento al carácter de esta última aliada del Japón». El nuevo gobierno argentino tomó medidas inmediatas entre ellas el cese total del intercambio comercial con los países del Eje, cierre de publicaciones pronazis, intervención de empresas alemanas, arresto de un número importante de espías nazis.

## La Crisis de octubre de 1945
La situación derivada del final de la Guerra, impactó en el mapa político argentino. La oposición de los partidos políticos desplazados luego del golpe del 4 de junio de 1943, se articuló en un frente político, exigiendo una salida electoral al gobierno y la entrega del Poder Ejecutivo a la Corte Suprema de Justicia de la Nación, a fin de que su presidente organizara los próximos comicios. La máxima prueba de la movilización opositora fué la "Marcha de la Libertad y la Constitución", realizada en las calles de Buenos Aires, el 19 de septiembre de 1945. Ante la presión política, el presidente Farrell, el 9 de octubre de 1945 le solicita la renuncia al General Juan Domingo Perón la renuncia sus cargos de vicepresidente, ministro de Guerra y secretario de Trabajo y Previsión. Perón renunció el día siguiente siendo detenido en la isla Martín García. El 17 de octubre se produjo una gran movilización del movimiento obrero que marchó a la Plaza de Mayo para exigir la liberación de Perón. El mismo día este fue trasladado a Buenos Aires y después se reunió con Farrell, a quien le exigió el llamado a elecciones.
En el Ministerio de Guerra se designó al coronel Ávalos. También renunció el ministro de Marina Alberto Teisaire, quien fue sustituido por el vicealmirante Héctor Vernengo Lima. El día 13 el Poder Ejecutivo designó al ministro de Guerra Ávalos titular interino de los Ministerios de Hacienda y del Interior; y al ministro Vernengo Lima a cargo interinamente de los Ministerios de Relaciones Exteriores y Culto y de Justicia e Instrucción Pública. Pocos días más tarde, el día 18, ambos (Ávalos y Vernengo Lima) renunciaron. El general de brigada Humberto Sosa Molina se hizo cargo del Ministerio de Guerra y el contraalmirante Abelardo Pantín se hizo cargo del Ministerio de Marina. Juan Isaac Cooke asumió como ministro de Relaciones Exteriores y Culto.
Al frente de la Secretaría de Trabajo y Previsión quedó un interino hasta el día 19, día en que se nombró al teniente coronel Domingo Mercante.
El 20 de octubre se designó vicepresidente al ministro de Obras Públicas, general de división Juan Pistarini. El mismo día se nombró ministro de Hacienda al coronel Amaro Ávalos; ministro de Justicia e Instrucción Pública a José Manuel Astigueta; y ministro del Interior, al coronel Bartolomé Descalzo. El 2 de noviembre se nombró ministro del Interior al general de brigada Felipe Urdapilleta.
También renunció el secretario de Aeronáutica, brigadier mayor Bartolomé de la Colina, el 10 de octubre. Fue sustituido brevemente por el brigadier Edmundo Sustaita hasta el 7 de noviembre, cuando De la Colina regresó al puesto.

### Elecciones
El 24 de febrero de 1946 el país celebró elecciones presidenciales, donde triunfó el coronel Juan Domingo Perón, quien asumió la presidencia el 4 de junio del mismo año.

## Gabinete
Durante su gestión integraron su gabinete los siguientes ministros:

## Homenajes

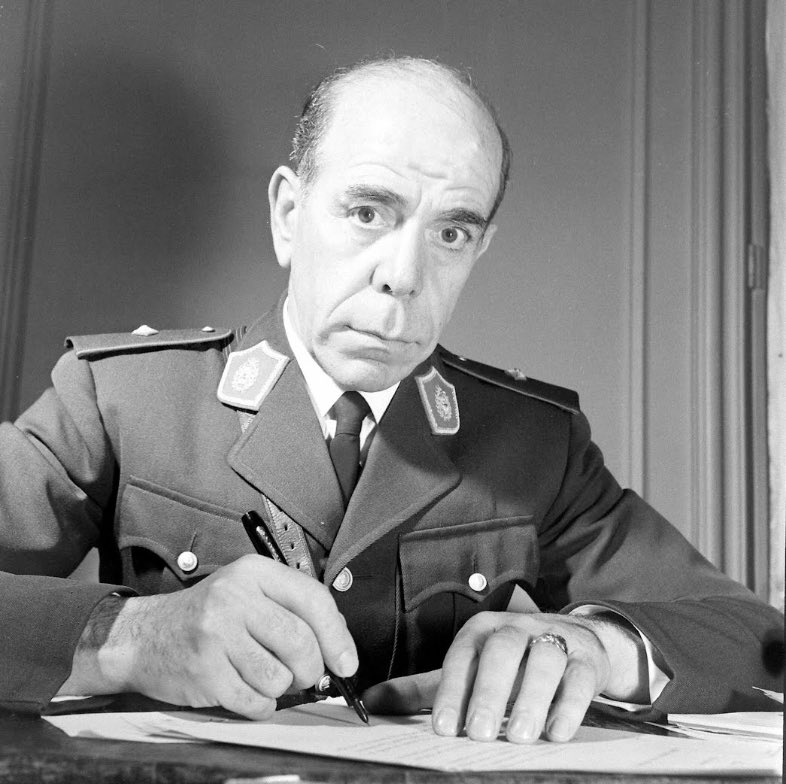
Edelmiro Farrell durante su administración como ministro de guerra en el año 1943.

En homenaje a este militar, una calle del partido de Lanús, provincia de Buenos Aires, lleva su nombre. También cuenta con un busto ubicado frente a la Municipalidad de Lanús. La escultura es una obra de la artista plástica Nilda Toledo Guma y fue inaugurada el 29 de septiembre de 1998.
El barrio de Villa Farrell en la ciudad de Neuquén lleva su nombre en homenaje a este militar.

## Distintivos y condecoraciones
El general de división Edelmiro Julián Farrell ha sido distinguido con los siguientes galardones:
- Oficial de Estado Mayor - Escuela Superior de Guerra
- Distintivo Tropa de Montaña
- Cóndor de Oro de la especialidad de Montaña
- Oficial de la República de Chile
- Oficial de la Corona de Italia
- Orden Nacional del Mérito del Paraguay
- Gran Collar de la Orden del Mérito de Chile